# Фрайбурзькі потічки

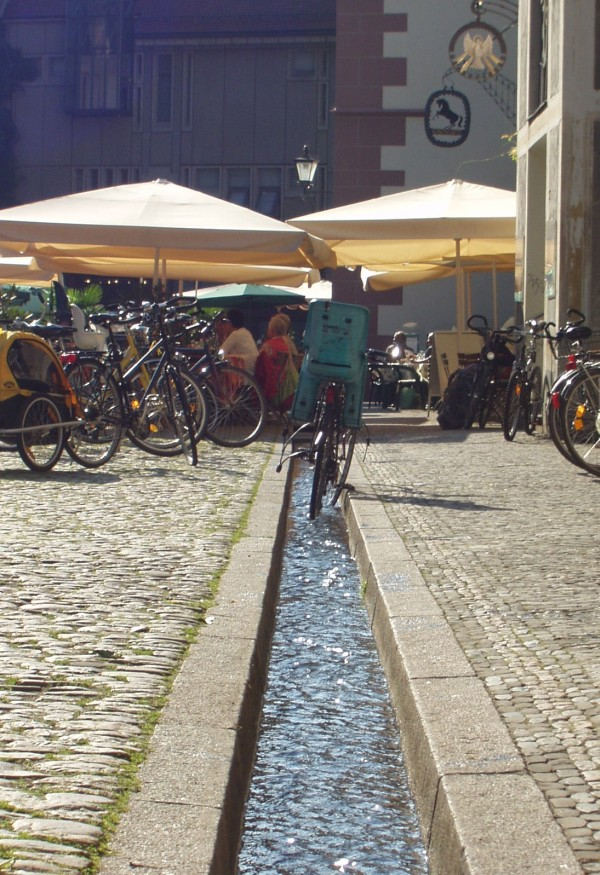
Потічок на Мюнстерплац

Фрайбурзькі потічки (нім. Freiburg Bächle) — невеликі заповнені водою канали у місті Фрайбург у Шварцвальді.
Є визначною пам'яткою міста.
Задокументовані з часів Середньовіччя штучно створені водні шляхи, що живляться річкою Драйзам, можна знайти на більшості вулиць і провулків Старого міста.
Загальна довжина водотоків становить 15,9 км, з них під землею — 6,4 км.
Вперше ці потоки згадуються в документі 1238 року, де згадується, що домініканський монастир у Фрайбурзі розташований між двома потоками.
Це було витлумачено як посилання на землю, де до 1804 року розташовувався монастир.
На зображенні міста Грегора Сікінгера 1589 року потічки вже можна побачити на багатьох вулицях.
Потічки слугували для постачання води.
Для постачання питної води в межах міста було лише кілька джерел, які подавалися по трубах.
У 1544 році міська рада заборонила забруднення струмків у «Runzordnung» (місцева назва: штучне регулювання водотоку) «зі штрафом у десять шилінгів».
Сьогодні потічки є однією з головних туристичних визначних пам'яток Фрайбурга. Вони також мають мікрокліматичний вплив, що сприяє зниженню температури в межах міста в спекотне літо. Під час ремонту кількох вулиць пропонують створити нові потічки. Новий потік був створений на Мессе-Фрайбург в 1999 році.